# 静岡ターミナルホテル
静岡ターミナルホテル株式会社（しずおかターミナルホテル）は、かつて存在した東海旅客鉄道（JR東海）グループのホテル運営会社である。アソシアホテルズ&リゾーツの一員であった。

## 概要
静岡県静岡市葵区の静岡駅前において、シティホテルホテルアソシア静岡を経営していた会社である。また、同ホテルの旧名称でもある。
元はJR東海の子会社であったが2008年（平成20年）7月1日よりジェイアール東海ホテルズの100%子会社となり、2015年（平成27年）4月1日をもって同社に吸収合併された。

## 沿革
- 1981年（昭和56年）4月2日 - 会社設立。
- 1983年（昭和58年）9月18日 - 営業開始[2]。
- 1987年（昭和62年）4月1日 - 国鉄分割民営化によりJR東海の傘下となる。
- 1989年（平成元年）7月1日 - JR東海の子会社となる[3]。
- 1994年（平成6年）7月14日 - アソシアホテルズ&リゾーツ結成に伴い、ホテルの名称を「ホテルアソシア静岡ターミナル」に変更[4]。
- 2007年（平成19年）3月1日 - JR東海の100%子会社となる[3]。
- 2008年（平成20年）7月1日 - ジェイアール東海ホテルズの100%子会社となる。
- 2015年（平成27年）4月1日 - ジェイアール東海ホテルズに吸収合併される。